# Joaquim Casabella Castells
Joaquim Casabella Castells (Argentona, ? de 1939) fou alcalde d'Argentona des del 1992 fins al 1999.

## Biografia
Des de ben jove se sentí atret pels esports, especialment pel futbol, i més endavant ocupà diversos càrrecs directius en entitats esportives argentonines, especialment el FC Argentona, club que arribà a presidir.
Durant 32 anys ha estat al capdavant dels Amics del Pubillatge d'Argentona.
Militant de Convergència Democràtica de Catalunya (CDC) des de ben entrada la democràcia, sortí elegit regidor a les eleccions municipals del 1987 (ocupà el tercer lloc per CiU), sota l'alcaldia del també convergent Esteve Canal, qui li confià la regidoria d'ensenyament i també formà part del Patronat Municipal d'Esports.
A les eleccions del 91, ocupà el segon lloc a les llistes de CiU, sortint elegit regidor, amb Canal al capdavant, però no van poder formar govern degut a un pacte d'Agrupació d'Argentona, ERC i el PSC. Per la qual cosa al cap de poc, Canal renuncia a l'acta i Casabella passa a ser el cap de les files de CiU.
Amb la greu crisi de govern del 18 de setembre del 1992, Suari es veu obligat a renunciar a l'alcaldia al perdre la qüestió de confiança i posteriorment Casabella és elegit alcalde amb el vot de 6 regidors, sobrepassant al seu candidat més proper, Josep Clofent, del PSC. La legislatura continuà altament inestable fins al 1995, si bé mantenint-se Casabella en l'alcaldia.
A les eleccions de 1995, Casabella fou cap de llista per CiU, i guanyà les eleccions per majoria simple, per la qual cosa pactà amb ERC, obtenint una fructífera i relativament tranquil·la legislatura. El 1995 s'aconseguí la compra de l'edifici de la Velcro, el 96 es va rehabilitar l'antic Ajuntament, el 97 es va obtenir la qualificació de Sant Jaume de Traià com a zona agrícola i forestal per sentència del Tribunal Superior de Justícia de Catalunya i fou el principal responsable de les negociacions amb el conseller de territori de la Generalitat, Pere Macias, perquè es retirés el recurs de cassació de la Generalitat davant del Tribunal Suprem, posant-se fi a una llarga lluita del poble contra la seva urbanització. El 1999 es va inaugurar el nou CAP i es va construir la deixalleria i el Casal de Joves de la Velcro.
A les eleccions del 2007 es torna a presentar a les llistes de CiU encapçalades per Ferran Armengol. Al formar part del govern municipal, l'alcalde Pep Masó li confià la regidoria d'obres i serveis.